# 桐生作善
桐生 作善（きりゅう さぜん、文化8年（1811年） - 明治5年（1872年））は御側目付・御側勘定奉行である。もとは奥寺八左衛門の弟隼太。左膳・号として笠庵と名乗った。維新後は盛岡藩参政となる。俳句や書にも通じており、米庵流書家とも知られている。　　　　　　　　　　　　　　　　　　　　　　　　　　　　　　　　　　　　　　　　　　　　　　　　　　　　